# Echinodoryctes tetraspinosus
Echinodoryctes tetraspinosus är en stekelart som beskrevs av Belokobylskij, Iqbal och Austin 2004. Echinodoryctes tetraspinosus ingår i släktet Echinodoryctes och familjen bracksteklar. Inga underarter finns listade i Catalogue of Life.